# 勃氏裸燈魚
勃氏裸灯鱼（学名：Gymnoscopelus braueri）为輻鰭魚綱燈籠魚目灯笼鱼科的其中一種，分布於南半球溫帶至南極間的海域，屬深海魚類，棲息深度可達2700公尺，體長可達13.2公分，可做為食用魚。

## 扩展阅读
維基物種上的相關：勃氏裸灯鱼